# 白花滇紫草
白花滇紫草（学名：Onosma album）是紫草科滇紫草属的植物，是中国的特有植物。分布在中国大陆的云南等地，生长于海拔3,000米的地区，一般生于山坡疏林砾石地及砂地，目前尚未由人工引种栽培。